# Championnats d'Europe de cross-country 1995
Navigation
Édition précédente Édition suivante
Les 2e Championnats d'Europe de cross-country se sont déroulés le 2 décembre 1995 à Alnwick, en Angleterre.

## Résultats

### Hommes

#### Individuel
| Médaille | Athlète         | Temps       |
| Or       | Paulo Guerra    | 26 min 40 s |
| Argent   | Alejandro Gomez | 26 min 46 s |
| Bronze   | Andrew Pearson  | 26 min 57   |
| 4e       |                 |             |
| 5e       |                 |             |
| 6e       |                 |             |
| 7e       |                 |             |
| 8e       |                 |             |
| 9e       |                 |             |
| 10e      |                 |             |

#### Par équipes
| Médaille | Athlètes                                                             | Points |
| Or       | Espagne Alejandro Gómez José Manuel García Manuel Pancorbo Pere Arco | 32 pts |
| Argent   | Portugal Paulo Guerra Alfredo Bras José Ramos José Regalo            | 37 pts |
| Bronze   | Royaume-Uni Andrew Pearson Keith Cullen Jon Brown                    | 55 pts |

### Femmes

#### Individuel
| Médaille | Athlète          | Temps       |
| Or       | Annemari Sandell | 13 min 52 s |
| Argent   | Sara Wedlund     | 14 min 07 s |
| Bronze   | Nina Belikova    | 14 min 09 s |
| 4e       |                  |             |
| 5e       |                  |             |
| 6e       |                  |             |
| 7e       |                  |             |
| 8e       |                  |             |
| 9e       |                  |             |
| 10e      |                  |             |

#### Par équipes
| Médaille | Athlètes                                                    | Points |
| Or       | Russie Nina Belikova Alla Zhilyaeva Yelena Baranova         | 20 pts |
| Argent   | Roumanie Elene Fidatov Stela Olteanu Iulia Negura           | 23 pts |
| Bronze   | France Annette Sergent-Palluy Zahia Dahmani Laurence Vivier | 41 pts |